# حتب حر نبتي
حتب حر نبتي ، ملكة مصرية قديمة غير حاكمة أو زوجة ملك من الأسرة الثالثة، وهي المرأة الوحيدة المعروفة كزوجة للملك زوسر.
تم العثور على نقش للملكة حتب حر نبتي وابنة الملك إينتكيس على لوحة جنائزية وجدت حول مجمع هرم الملك زوسر في سقارة وفي نقش في إيونو (هليوبوليس) يظهر الملك زوسر مع الاثنتين.
وكان من بين ألقابها «من ترى حورس» و «صاحبة صولجان حتس الكبير»، وهي ألقاب مشتركة للملكات الهامات في هذه الفترة، كما كانت تلقب «ابنة الملك»، مما يعني أنها لربما كانت ابنة الملك خع سخموي والملكة نيماعت حاب، أي أنها إما شقيقة زوجها أو أخته غير الشقيقة.